# Nassella hunzikeri
Nassella hunzikeri là một loài thực vật có hoa trong họ Hòa thảo. Loài này được (Caro) Barkworth mô tả khoa học đầu tiên năm 1990.